# Iceberg A-76

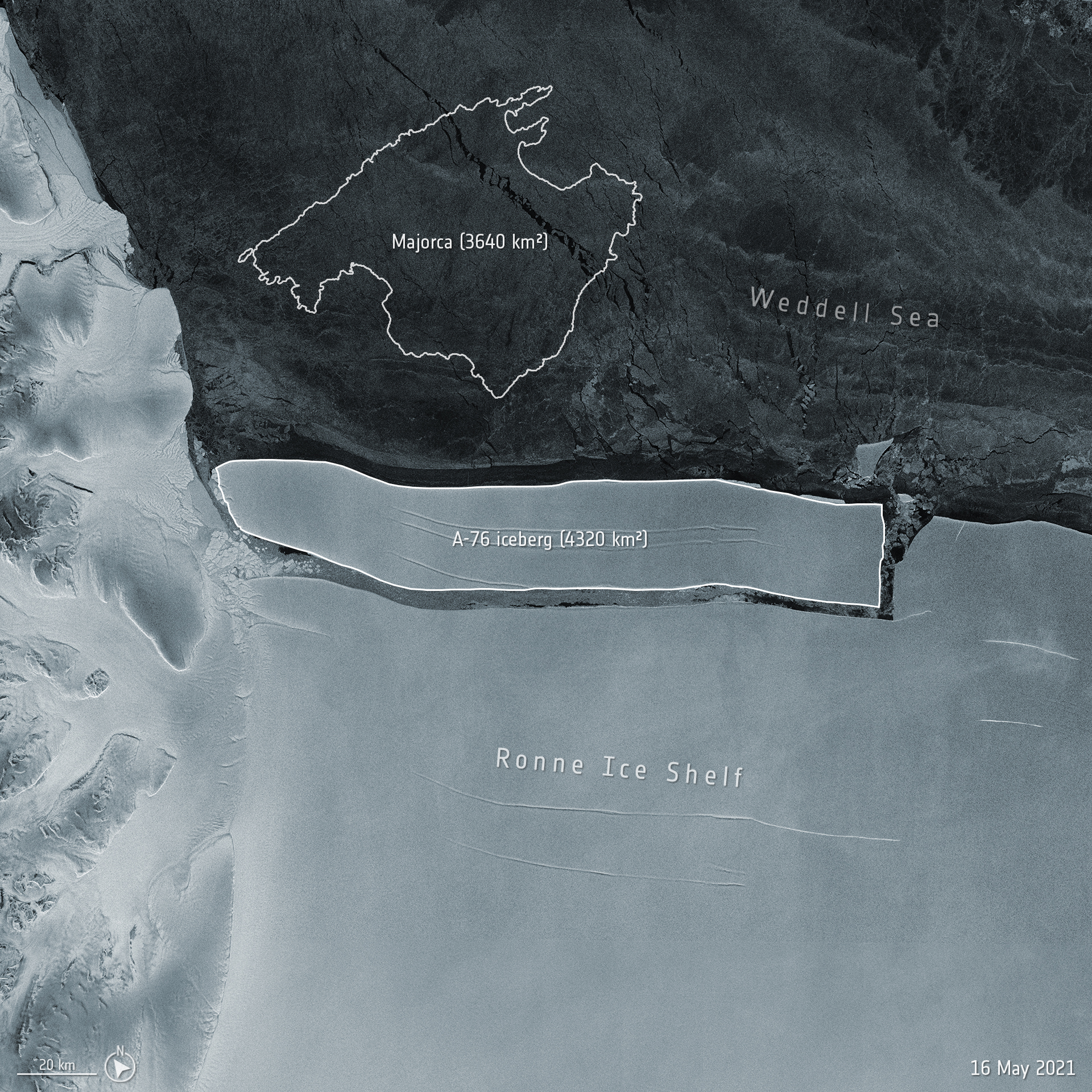
Image de Copernicus Sentinel-1 le 19/5/2021.

L'iceberg A-76 est considéré en 2021 comme l'un des plus gros icebergs du monde à s’être détaché des plateformes de glace de l'Antarctique, depuis qu'ils sont suivis. C'est en tout cas le plus gros ayant été vêlé cette année-là.

## Description
Ce bloc de glace, baptisé A-76, a une surface de 4 320 km2, soit 40 fois la superficie de la ville de Paris ou l'équivalent de celle du département des Alpes-Maritimes. Il mesure 170 km de long sur 25 km de large pour une épaisseur comprise entre 180 et 300 m, et a été repéré le 19 mai 2021 grâce aux images du satellite Sentinel-1 dans le programme européen Copernicus,.
L’énorme bloc de glace est, depuis, à la dérive dans la mer de Weddell. Il avait initialement été repéré par le British Antarctic Survey (BAS), un organisme de recherches britannique sur les zones polaires, qui dispose d’une base dans les alentours.  

Schéma d'une barrière de glace, issu d'un inlandsis montrant la nappe de glace flottante qui "vêle" des icebergs en se fragmentant.

Comme il est issu de la partie s'avançant sur la mer d'une ice shelf, cet événement ne devrait pas avoir d’impact sur le niveau de la mer, parce que A-76 flottait déjà,.
Selon l’Agence spatiale européenne, le record du plus gros iceberg du monde est toujours détenu par B-15, un iceberg de 11 000 km2  dérivant depuis la mer de Ross en mars 2000.

## Chronologie
Le 13 mai 2021, il avait commencé à se séparer de la Barrière de Filchner-Ronne, selon le Centre national américain sur les glaces.  
D’une superficie équivalente à la moitié de celle de la Corse, il s’est détaché, mercredi 19 mai 2021, de la barrière de Filchner-Ronne qui couvre près de 430 000 km2, selon des images d’un satellite du programme européen Copernicus. Sa position initiale étant 75° 47′ S, 59° 02′ O.  
En juin 2021, l'iceberg s'était déjà fragmenté en 3 morceaux, nommés A-76A, B et C (mesurant respectivement 135 × 26 km, 37 × 13 km et 30 × 13 km) , se déplaçant alors vers le nord.
En juillet 2022, A76-A s'apprétait à quitter la mer de Weddel, passant au nord de la péninsule antarctique et en août il était proche de l'île de l'Éléphant et de l'île Clarence dépassant ainsi les Shetland du Sud pour faire son entrée dans le passage de Drake où il risque de devenir un danger pour la navigation. 